# تینا دوتا
تینا دوتا (بنگالی: টিনা দত্ত؛ زادهٔ ۲۷ نوامبر ۱۹۸۶) هنرپیشه اهل کشورهند است. وی از سال ۲۰۰۵ میلادی تاکنون مشغول فعالیت بوده‌است.
او در فیلم زن متاهل بازی کرده است.